# Forrest (cantante)

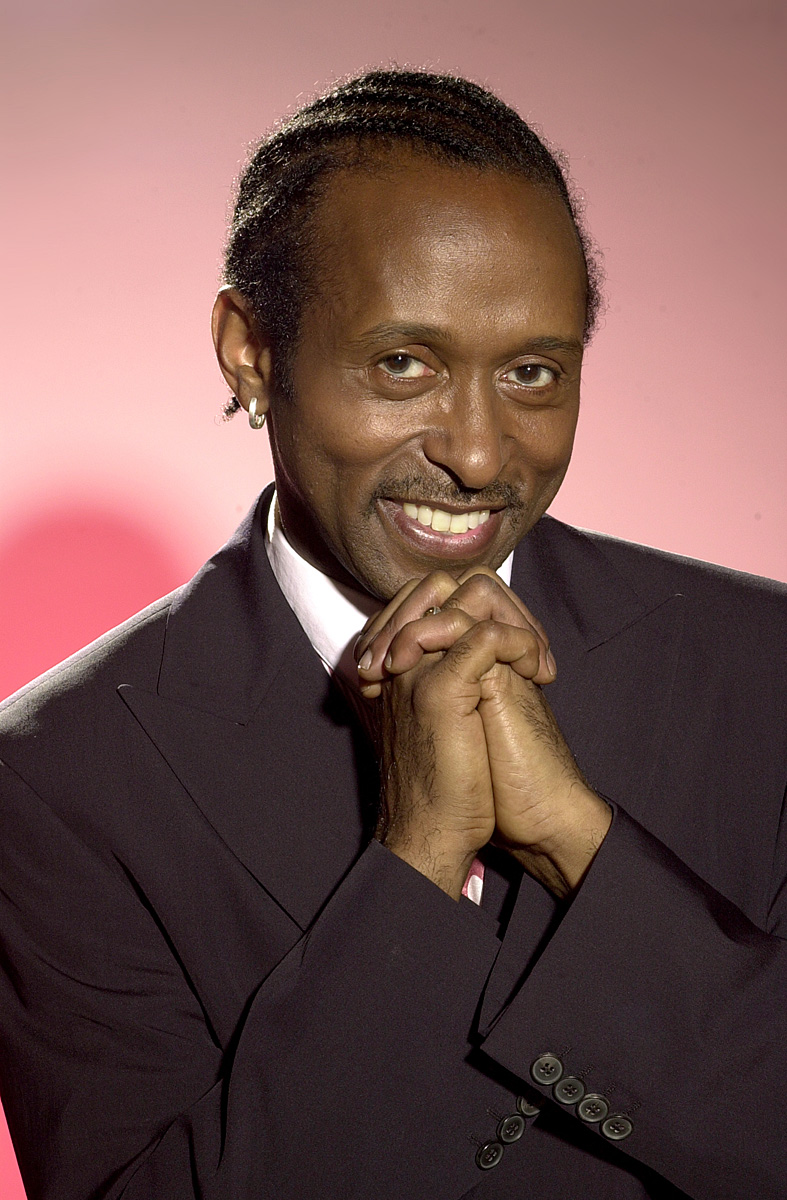
Forrest.

Forrest M. Thomas Jr. (21 de abril de 1953 - 9 de septiembre de 2013) conocido profesionalmente como Forrest, fue un cantante estadounidense, con sede en los Países Bajos.
Nacido en Galveston, Texas, donde cantó en la iglesia durante la infancia, se trasladó a Los Ángeles, California, como un adolescente y donde ganó varios concursos como cantante. Después de esta etapa de su carrera, se trasladó a los Países Bajos, donde tuvo un éxito en 1982 con la canción "Rock the Boat", un cover de 1974 de la Hues Corporation, No. 1 en Estados Unidos. Su versión alcanzó el puesto N º 4 en la lista de singles del Reino Unido y en su natal Estados Unidos (No. 9 Hot Dance Club Play).
Un segundo sencillo, "Feel the Need in Me" (originalmente por The Detroit Emeralds), fue un éxito en el Reino Unido, alcanzando el N º 17. Un tercer sencillo, "One Lover (Don't Stop The Show)", alcanzó el puesto N º 67 en el Reino Unido.
Él y su esposa, Manon Thomas, una presentadora de televisión, tuvieron dos hijos, pero más tarde se separaron, después de lo cual comenzó a concentrarse de nuevo en la música. Cantó en R.E.S.P.E.C.T., un espectáculo de teatro, en 2001, dedicada a la década de 1960 a la música soul. En diciembre de 2012, Thomas se casó de nuevo, con Diana van Lippen.

## Muerte
El 9 de septiembre de 2013, Forrest murió de un derrame cerebral en un hospital de Tilburg, Países Bajos, a los 60 años de edad.